# FR Большого Пса
FR Большого Пса (лат. FR Canis Majoris), HD 44458 — двойная звезда в созвездии Большого Пса на расстоянии приблизительно 2035 световых лет (около 624 парсеков) от Солнца. Видимая звёздная величина звезды — от +5,62m до +5,48m. Возраст звезды оценивается как около 14,4 млн лет.

## Характеристики
Первый компонент — бело-голубая переменная Be-звезда (BE) спектрального класса B1Vpe или B1/2Vnne. Масса — в среднем около 12,45 солнечных, радиус — около 18 солнечных, светимость — около 12055 солнечных. Эффективная температура — около 26607 К.
Второй компонент удалён на 4,2 угловых секунды.